# Erna Seeberger-Sturzenegger
Erna Seeberger-Sturzenegger (* 24. Juni 1907 in Teufen AR; † 7. August 1995) war eine Schweizer Philosophin. Lange Zeit veröffentlichte sie unter dem Namen ihres Mannes Wilhelm Seeberger.
Erna Sturzenegger arbeitete zunächst als Sekretärin in Zürich. 1946 heiratete sie Wilhelm Seeberger (* 1914). 1961 erschien Hegel oder Die Entwicklung des Geistes zur Freiheit. Es basierte auf der Doktorarbeit an der Universität Zürich, die Erna 1958 für ihren Mann verfasste. Zahlreiche Bücher, Aufsätze und Zeitungsartikel folgten.

## Werke
- Hegel oder Die Entwicklung des Geistes zur Freiheit (1961)
- Begabung als Problem (1966)
- Die menschliche Intelligenz als Entwicklungsproblem (1968)